# Ross Cranston
Ross Frederick Cranston (né le 23 juillet 1948) est professeur de droit à la London School of Economics et juge à la retraite de la Haute Cour. Il est également un ancien politicien du parti travailliste britannique et député de Dudley North entre 1997 et 2005.

## Jeunesse
Cranston est né en Australie et fréquenté le Wavell State High School à Brisbane, Queensland. Il est ensuite étudiant à l'Université du Queensland où il obtient un BA en 1969 et un LLB en 1970. De la Harvard Law School, il obtient un LLM en 1973. De l'Université d'Oxford, il reçoit DPhil en 1976 et DCL en 1998. Il devient avocat au Grey's Inn en 1976.
Cranston est professeur à la London School of Economics de 1992 à 1997 et titulaire de la chaire Cassell de droit commercial de 1993 à 1997. Auparavant, il occupe des postes universitaires au Royaume-Uni et en Australie et à la chaire Sir John Lubbock de droit bancaire à QMW, où il est professeur de droit au Queen Mary and Westfield College de 1986 à 1991. Il est nommé conseiller de la reine en 1998 .

## Carrière parlementaire
Après s'être présenté à Richmond dans le Yorkshire du Nord en 1992, Cranston est élu député de Dudley North aux prochaines élections générales de 1997 avec plus de la moitié des suffrages exprimés . Il occupe le poste de solliciteur général de 1998 à 2001. Il ne se représente pas aux élections législatives de 2005. Il est remplacé par Ian Austin.

## Carrière en droit
Cranston est professeur de droit du centenaire à la LSE de 2005 à 2007 et revient comme professeur de droit à partir de 2017 .
Nommé juge de la Haute Cour en octobre 2007, il est affecté à la Division du Banc de la Reine . Marcel Berlins écrit dans The Guardian à l'époque que la nomination de Cranston est inhabituelle parmi les nominations judiciaires de ces dernières années, étant donné qu'elle s'est produite si peu de temps après la fin de sa carrière politique . Cranston prend sa retraite à compter du 16 mars 2017 .